# 데드캠프:리부트
데드캠프:리부트(Wrong Turn: The Foundation)는 미국, 독일, 캐나다에서 제작된 마이크 P. 넬슨 감독의 2021년 공포 영화이다. 샬롯 베가 등이 주연으로 출연하였다.
영화 프로젝트는 2018년 10월 발표되었으며 주 촬영은 2019년 9월 9일 시작되어 2019년 11월 2일 오하이오주 펠리시티에서 마무리되었다.
이 영화는 2021년 1월 26일 세이번 필름스에 의해 하루 동안 극장 개봉하였다. 이 영화는 평론가들로부터 대체로 긍정에 가까운 엇갈린 평가를 받았다.

## 출연

### 주연
- 샬롯 베가 : 젠 쇼 역
- 엠마 듀몬트 : 밀라디 디안젤로 역

### 조연
- 매튜 모딘 : 스콧 역
- 데이지 헤드 : 이디스 역
- 빌 세이지 : 존 베너블 역